# 다이헤이촌 (후쿠오카현)
다이헤이촌(大平村)은 후쿠오카현 지쿠조군에 있던 촌이다. 
인접한 신요시토미촌과 2005년 10월 11일에 합병해 고게정이 되었다.

## 지리
야마쿠니 강을 사이에 두고 북동쪽에 접하는 오이타현 나카쓰시의 경제권, 생활권에 속한다. 나카쓰시와의 관계가 깊고 역사와 문화도 공유하기 때문에 지역번호(0979), 우편번호(871-XXXX)도 나카쓰시와 동일하다.

## 역사
- 1889년 4월 1일 - 정촌제 시행에 수반해 고게군 도하루촌, 도모에다촌이 성립하였다.
- 1896년 2월 26일 - 쓰이키군과 합병해 지쿠조군이 되었다.
- 1955년 4월 1일 - 도하루촌과 도모에다촌이 합병해 다이헤이촌이 탄생하였다.
- 2005년 10월 11일 - 신요시토미촌과 대등합병해, 고게정이 되었기 때문에 소멸하였다.

## 교통
가장 가까운 철도역은 요시토미 역 또는 나카쓰 역.
버스 노선은 폐지되어 현존하지 않는다. 버스에 준하는 대체 수송 수단으로 나카쓰 시와 사이를 연결하는 승합 택시를 요시토미 정·신요시토미 촌과 공동 운영으로 운행하고 있다.

### 도로
- 국도 10호선